# 爱媛县美术馆
爱媛县美术馆（日语：愛媛県美術館），是位于日本爱媛县松山市的美术馆，1998年开馆，前身为1970年开馆的爱媛县立美术馆。

## 设施

### 本馆
- 1F：企画展室、讲座、画廊、咖啡馆、图书角。
- 2F：常展室、特展室、研修室。

### 南馆
- 1970年用作爱媛县立美术馆开馆使用，共3层。[2]
- 2016年休馆维修。

### 分馆
- 万翠庄（日语：萬翠荘），1922年建造，1979年被定为分馆，[3]2009年废止。

## 主要藏品

### 西洋画家
- 让-巴蒂斯·卡米耶·柯洛
- 欧仁·布丹
- 克勞德·莫奈
- 保罗·塞尚
- 皮爾·波納爾

等

### 日本画家
- 松本山雪
- 盐川文麟
- 梶田半古
- 铃木松年

等